# 第1海兵歩兵連隊 (フランス軍)
第1海兵歩兵連隊（だいいちかいへいほへいれんたい、1er régiment d'infanterie de marine：1er RIMa）は、シャラント県アングレームに駐屯する、第9海兵軽機甲旅団隷下のフランス陸軍の軽戦車連隊である。
兵種は歩兵、伝統的区分は海兵隊である。

## 沿革
- 1622年：リシュリュー卿の命により、陸戦担任型海兵隊として創設される。
- 1822年：ルイ18世の命により、第1海兵隊となる。
- 1853年：クリミア戦争に参加。
- 1860年：インドシナに遠征。
- 1870年：普仏戦争に参加。
- 1883年：インドシナ、ソンタイに派遣。
- 1900年：第1植民地歩兵連隊となる。
- 1914年：第3植民地歩兵師団隷下となる。第一次世界大戦、西部戦線各地を転戦する。
- 1940年：フランス侵攻において善戦するも、壊滅的打撃を負う。
- 1952年：アルジェリア戦争に参加（～1962年まで）。
- 1956年：第1海兵連隊に改編。
- 1983年：レバノンに派遣。
- 1984年：第9海兵歩兵師団隷下となる。
- 1999年：第9海兵軽機甲旅団隷下となる。

## 最新の部隊編成
- 連隊本部
- 本部管理中隊
- 管理支援中隊（武器・車両・通信の整備など）
- 第1中隊 - AMX-10RC
- 第2中隊 - AMX-10RC
- 第3中隊 - AMX-10RC
- 第4中隊 - AMX-10RC
- 予備海兵訓練中隊

### 定員
- 連隊の人員構成は、約900名からなる。
- AMX 10 RCを48両、約200台の車両を装備する。

## 主要装備
- GIAT BM92-G1
- FA-MAS
- FR-F2
- AAT-F1
- AA-52
- 12.7mm重機関銃
- ERYX
- ミラン
- HOT
- AMX-10RC
- VAB
- VAL
- P4
- TRM 2000
- TRM 10000
- GBC 180